# مدينة الجريمة 4
مدينة الجريمة 4 (هانغل: 범죄 도시 4) هو فيلم جريمة أكشن كوري جنوبي لعام 2024 من إخراج هيو ميونغ هاينغ، وبطولة ما دونغ سوك وكيم مو يول وبارك جي هوان ولي دونغ-هوي. وهو الفيلم الرابع من سلسلة مدينة الجريمة ومكمل لأحداث مدينة الجريمة 3. يعود المحقق لاستكمال حربه على المخدرات حيث يكتشف وجود صلة بين مطور تطبيق لتجار المخدرات في الفلبين ومنظمة مقامرة عبر الإنترنت، فينضم إلى فريق التحقيق السيبراني للقبض على الزعيم.

## روابط خارجية
- مدينة الجريمة 4 على موقع IMDb (الإنجليزية)
- مدينة الجريمة 4 على موقع روتن توميتوز (الإنجليزية)
- مدينة الجريمة 4 على موقع فيلمافينيتي (الإسبانية)
- مدينة الجريمة 4 على موقع قاعدة بيانات الفيلم (الإنجليزية)
- مدينة الجريمة 4 على موقع ليتربوكسد (الإنجليزية)